# Hanno Girke
Hanno Girke (* 2. Januar 1972 in Konstanz) ist ein deutscher Spieleerfinder.

## Leben
Bereits während seines Statistik-Studiums an der Universität Dortmund arbeitete er seit 1994 als freier Mitarbeiter bei Wizards of the Coast und war dort für die Übersetzung des Sammelkartenspiels Magic: The Gathering verantwortlich. Nach erfolgreichem Abschluss seines Studiums war er bei Bankers Trust in Frankfurt, der GfK/IRI in Nürnberg und für mehrere Jahre direkt bei Wizards of the Coast in Renton, Washington (USA) beschäftigt, wo er neben Magic: The Gathering auch die anderen Sammelkartenspiele des Verlags betreute. 
Nach einer Umstrukturierung der Übersetzungsabteilung kehrte er nach Deutschland zurück, wo er bis 2012 wieder als Freiberufler an den Magic-Karten arbeitete. Von 2012 bis 2018 war er im Schuldienst und unterrichtete in Vechta und Nordenham. Seit 2018 arbeitet er als Kreativer Direktor und Geschäftsführer für den Spieleverlag Lookout GmbH.
Seit 2004 war er auch als Übersetzer und Co-Lektor einiger Magic-Romane tätig. Zusammen mit Uwe Rosenberg gründete er im Jahr 2000 den Kleinverlag Lookout Games und entwickelte mit ihm zusammen diverse Erweiterungen zum Kartenspiel Bohnanza.
Hanno Girke ist ein Enkel von Rudolf Schreiber. Er ist verheiratet und hat zwei Söhne.

## Spiele
- High Bohn, Bohnanza Erweiterung, Lookout Games (2000) und Amigo (2001)
- Dschingis Bohn, Bohnanza Erweiterung, Lookout Games (2003)
- Bohnaparte, Bohnanza Erweiterung, Lookout Games (2003) und Amigo (2004)
- High Bohn Plus, Bohnanza Erweiterung, Rio Grande Games (2004)
- Die Drachenbändiger von Zavandor, Lookout Games (2006)
- Auf der schwäb'schen Eisenbohn, Lookout Games (2008)